# Ringelwühle
Die Ringelwühle (Siphonops annulatus) ist eine unterirdisch lebende Art der Schleichenlurche (Blindwühlen; Gymnophiona), die in Südamerika vorkommt. Sie betreibt eine kannibalistische Form der Brutpflege, indem die Jungen die Haut des Muttertieres abfressen.
Diese zu den Amphibien gehörende Art ist nicht zu verwechseln mit Reptilien aus der Gattung Blanus, die irreführenderweise gelegentlich ebenfalls als „Ringelwühlen“ bezeichnet werden. Ringelwühlen existieren seit ca. 250 Millionen Jahren.

## Merkmale
Die 20 bis 40 Zentimeter lange Ringelwühle hat einen wurm- bzw. schlangenartig gestreckten, gliedmaßenlosen Körper, der für Schleichenlurche relativ kurz-gedrungen ist. Die Färbung ist ein Dunkelblau, wobei der Rumpf von zahlreichen weißen Querbinden (Ringen) gegliedert wird. Ringelwühlen können an ihrem Vorderende Schleim absondern, um bei Flucht schneller in den Boden flüchten zu können. Am hinteren Ende können sie ein giftiges Sekret absondern, um eventuelle Verfolger abzuhalten. Ringelwühlen haben in ihrem Ober- und Unterkiefer Giftdrüsen, die über die Zähne Gift injizieren können.

## Vorkommen, Lebensweise
Die Ringelwühle lebt vollständig terrestrisch im nördlichen Südamerika östlich der Anden, in der Regel in Gebieten unterhalb von 800 m NN. Regional kommt sie noch recht häufig vor; in Argentinien, dessen Territorium sie nur im äußersten Nordosten erreicht, gilt die Art jedoch als gefährdet. Das nachtaktive Tier ernährt sich von Regenwürmern und anderen Wirbellosen. Bei Gefahr sondert es ein übel schmeckendes Sekret ab.

## Fortpflanzung, Brutpflege
Zur Fortpflanzung werden Eier in den Boden gelegt; die Jungen schlüpfen voll entwickelt. Bei dieser Art liegt also eine direkte Entwicklung ohne aquatiles Larvenstadium vor. Die Schlüpflinge ernähren sich zunächst zwei Monate lang von einer milchartigen Flüssigkeit, die aus den Drüsen des Eileiters stammt, und von der Haut ihrer Mutter, indem sie mit ihren Kiefern Hautteile herausreißen. Die Haut regeneriert sich und wird dann von den Jungen erneut abgefressen. Erst mit etwa 15 Zentimetern Körperlänge verlässt der Nachwuchs die Mutter. Jene bleibt, mit einer Gewichtsreduktion von etwa 30 Prozent, ausgemergelt zurück und muss sich von dieser extremen Ausprägung der Brutpflege erholen. Das erklärt möglicherweise, warum sich die Tiere wahrscheinlich nur alle zwei Jahre fortpflanzen.
Schon während der Brutzeit werden Fette und Proteine in die Haut des Muttertieres eingelagert. Dadurch vergrößern sich die Zellen, und der Nährstoffreichtum der Haut nimmt deutlich zu. Über einen Zeitraum von zwei Monaten wird diese Nährhaut dann zweimal in der Woche von 8 bis 16 Jungtieren „abgeweidet“.
Aus der Beschaffenheit der Zähne der jungen Ringelwühlen wird geschlossen, dass es sich bei der Art und ihrem Verhalten um eine evolutionäre Vorstufe zu anderen, lebendgebärenden Blindwühlen handeln könnte. Bei solchen ist es typisch, dass sich die im Mutterleib schlüpfenden Jungen vor allem von Zellmaterial der Eileiterwandung ernähren.